# Therion morio
Therion morio är en stekelart som först beskrevs av Fabricius 1781.  Therion morio ingår i släktet Therion och familjen brokparasitsteklar. Inga underarter finns listade i Catalogue of Life.